# Liebensteiner Sauerbrunnen
Die Sauerbrunnen sind die ehemaligen und heutigen Heilwasserquellen der Kurstadt Bad Liebenstein im Wartburgkreis in Thüringen.  Ursprünglich als Artesische Quelle mindestens seit dem 16. Jahrhundert bekannt, wurden später auch artesische Brunnen erbohrt. Das im Ort entspringende Mineralwasser wird seit mehr als 400 Jahren genutzt, um den Kurgästen sowohl als Bade- als auch als Trinkwasser Linderung und Heilung ihrer Erkrankungen zu bringen. Es handelt sich dabei um eine der kohlensäurereichsten Heilquellen Deutschlands.

## Geschichte

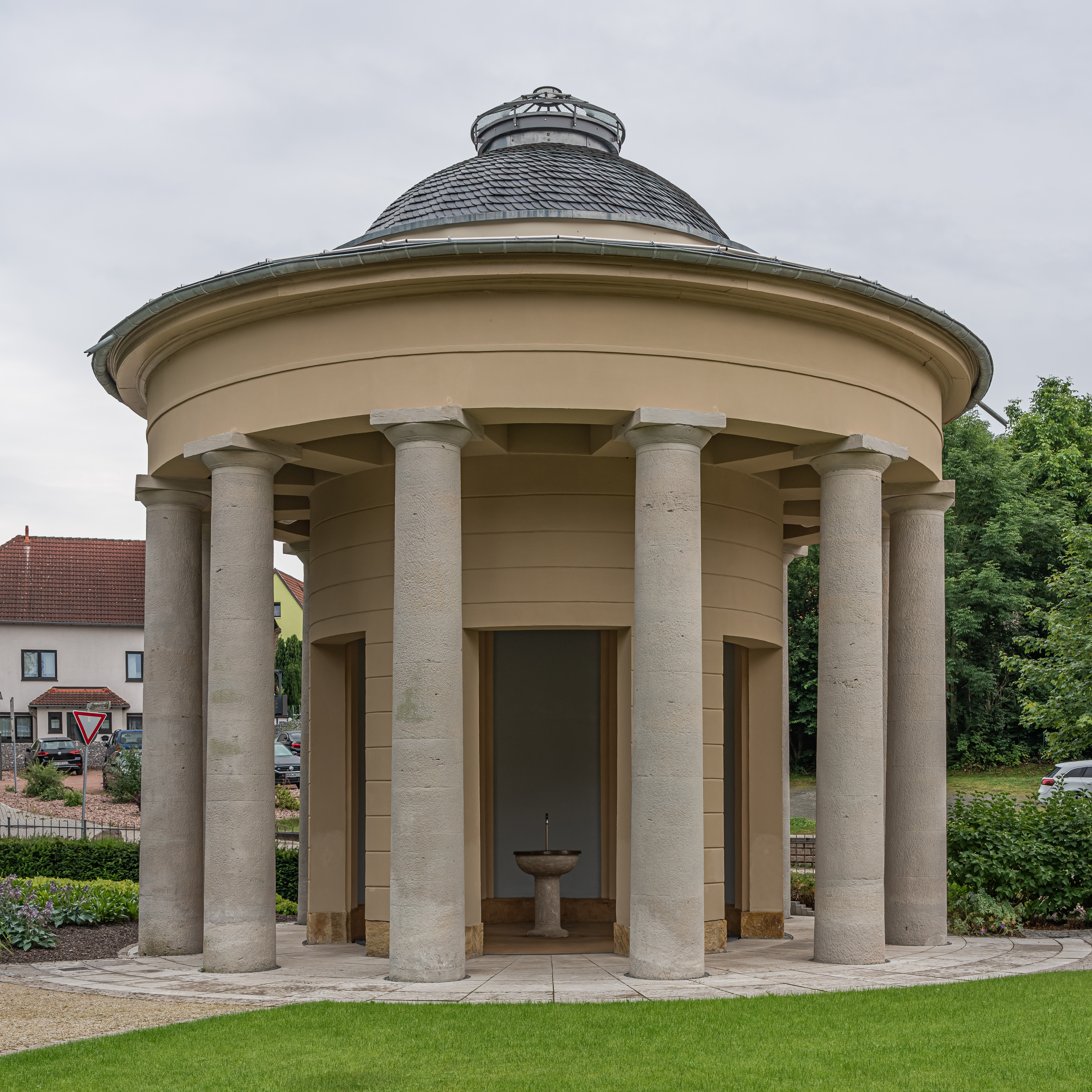
Der Brunnentempel von Bad Liebenstein

Die Liebensteiner Mineralquelle wurde 1590 erstmals urkundlich erwähnt. Bereits 1601 sagte man dem „Sauerbrunnen“, benannt nach der damaligen kleinen Ortschaft unterhalb der Burg Liebenstein, eine „geheimnisvolle“ Wirkung nach. 1610 verfasste der Universalgelehrte Andreas Libavius im Auftrag des Herzogs Johann Casimir von Sachsen-Coburg eine Brunnenschrift „Tractatus Medicus Physicus und Historia Deß fürtrefflichen Casimirianischen Sawer Brunnen unter Libenstein nicht fern von Schmalkalden gelegen“. Diese gilt als eine der frühesten Brunnenschriften Europas und wurde in frühneuhochdeutsch verfasst.
Ab 1800 begann Herzog Georg I. mit dem strategischen Ausbau des Liebensteiner Badebetriebes. Er konzipierte die Struktur und ließ 1801 eine Badedirektion einrichten. Wichtige Gebäude im (neo)klassizistischen Stil wurden im Kurzentrum errichtet. Nach seinem frühen Tod setzte seine Frau, Regentin Luise Leonore, die Vorhaben ihres Gatten konsequent fort.
Von April bis Oktober 1816 wurde der schon von Georg I. geplante Brunnentempel in Form einer überkuppelten Rotunde errichtet, der später eines der Wahrzeichen der Stadt Bad Liebenstein darstellen sollte. Dieser wurde im Stil eines griechischen Rundtempels mit vorgelagerten dorischen Säulen ausgeführt. Der eigentliche Brunnenausschank befand sich in 2 m Tiefe, umgeben von Granitfundamenten.  Allerdings beweisen Fotodokumente aus den 1930ern, dass ein Ausschank des Sauerbrunnens im Brunnentempel auch ebenerdig erfolgte.
Im Laufe des 19. Jahrhunderts wurden weitere Mineralquellen erschlossen, um die steigende Nachfrage in dem wachsenden Kurbad erfüllen zu können.
Infolge mangelnder Nutzung des Bades entstand 1840 die Kaltwasserheilanstalt. Diese nutzte jedoch nicht das Liebensteiner Mineralwasser, sondern mineralfreies Wasser aus dem 4 km entfernten Kellerloch im Thüringer Tal, das mit einer extra zu diesem Zweck installierten Wasserleitung die Wasserheilanstalt versorgt hatte.
Heute wird das Wasser aus einem 1951 gebohrten, 165 m tiefen Brunnen gewonnen. Das Heilwasser steht täglich in der Wandelhalle zu Anwendungen zur Verfügung, und im Kurhaus werden Mineralbäder (Sauerbrunnen) in Edelstahlwannen verabreicht. Seit seiner grundhaften Sanierung 2015–2018 wird auch der Brunnentempel wieder mit dem Heilwasser des Sauerbrunnens versorgt. Die drei örtlichen Kurkliniken nutzen in ihren Häusern den Liebensteiner Sauerbrunnen nicht, obwohl teilweise dazu die Voraussetzungen existieren.
Seit 1983 ist für die Liebensteiner Heilwasserbrunnen ein Wasserschutzgebiet ausgewiesen.

## Sage zur Entdeckung der Heilquelle
Einst führte ein Kuhhirte seine ihm anvertraute Herde täglich in den Liebensteiner Kessel zur Weide. Dieses Gebiet ist eingegrenzt durch den Burg- und Aschenberg und dort befand sich auch der Wassertrog, der von Oberflächenwasser gespeist wurde. Bei einer seiner Kühe, die trächtig war, fiel ihm auf, dass sie ein besonders gesund wirkendes, glänzendes Fell hatte. Um der Sache auf den Grund zu gehen, beobachtete er die Kuh. Er bemerkte, dass diese sich oft abseits der Herde bewegte und sie generell von einem Wasser trank, das aus dem Boden unter einer alten Weide hervorquoll. Neugierig geworden, kostete auch er von der Quelle und bemerkte einen besonderen Geschmack. Dies berichtete er seinem Burgherren Herrmann vom Stein zum Liebenstein. Von der offensichtlichen Besonderheit des Wassers überzeugt, ließ dieser die Umgebung der Quelle reinigen. Viele Anwohner nutzten daraufhin diesen mit besonderem Geschmack ausgestatteten Brunnen. Im Laufe der Jahre stellte sich heraus, dass bei regelmäßigem Trinken bestimmte Erkrankungen gelindert wurden oder sogar vollständige Heilung eintrat.

## Geologische Zusammenhänge
Vor 258 Millionen Jahren befand sich auf dem heutigen Territorium Deutschlands ein flaches Zechsteinmeer, das sich bis in unsere Region, aber auch bis ins heutige Schottland, Norwegen, dem Baltikum und Weißrussland ausgedehnt hatte und ungefähr die doppelte Größe des Schwarzen Meeres einnahm. Innerhalb von 8 Millionen Jahren trocknete das Meer oftmals aus und füllte sich wieder. Es lagerten sich unter anderem riesige Mengen Kochsalz ab. So ist die Art und Weise zu erklären, wie das Kochsalz in die Heilquelle gelangte. Auch eine Folge des Zechsteinmeeres ist das sogenannte Morgentorplateau, das sich inmitten des Stadtgebietes befindet und eines der größten Zechstein-Riffe Deutschlands darstellt. Darauf erstreckt sich der außerordentlich vielgestaltige Landschaftspark mit dem Schloss Altenstein.
Während der geologisch relativ jungen Phase, in der es vor 25 Millionen bis ca. 5 Millionen Jahren zur Herausbildung der benachbarten Rhön kam, stiegen insbesondere in der Thüringer Rhön vulkanische Gase auf, hauptsächlich Kohlendioxid. Dieses gelangte auch bis in das Liebensteiner Gebiet und war letztendlich verantwortlich für den „Champagnereffekt“, der beim Baden im Liebensteiner Heilwasser das Prickeln auslöste und noch auslöst. Hochreines Kohlendioxid, das sich unterhalb der Zechsteinsalze ansammelte, wurde im 20. Jahrhundert auch in der Vorderrhön für die chemische Industrie und die Getränkewirtschaft gefördert.
Das Liebensteiner Heilwasser wird vorwiegend durch die am Gebirgsrand fallenden Niederschläge gebildet, die in der Tiefe stark mit Kohlensäure angereichert werden. Diese Kohlensäure hat auf ihrem Weg aus der Tiefe verschiedene Metalle in ihre löslichen Verbindungen gebracht und auf diese Weise mit an die Oberfläche befördert. Von ganz entscheidender Bedeutung ist der Umstand, dass Liebenstein auf einer sogenannten Verwerfung (Riss in der Erdkruste) liegt. Diese Gebirgsrandverwerfung ist Hauptverantwortlicher für das Zirkulieren und Aufsteigen des heilkräftigen, eisenhaltigen Quellwassers; ursprünglich arbeitete es wie eine artesische Quelle. Erst Mitte des 19. Jahrhunderts erfolgten Bohrungen, die einen artesischen Brunnen zur Folge hatten.
Das im Sauerbrunnen enthaltene Eisen stammt nicht, wie man bei der 1000-jährigen Geschichte des Schürfens, Verhüttens und der Bearbeitung von Eisen in der Region vermuten könnte, aus den an der Oberfläche existenten Eisenlagerstätten am Gebirgsrand, sondern aus eisenhaltigem Magmagestein der Tiefe. Am geologischen Naturdenkmal „Korällchen“ (an der Inselsbergstraße gelegen) finden sich sogenannte gemischte Gänge im Randbereich des Ruhlaer Kristallins. Magmatisches Gestein (Granitporphyr) drang in eine Spalte des wesentlich älteren „Liebensteiner Gneises“ ein. Beim Erkalten und im Kontakt zum Nachbargestein entstanden neue Gesteinsarten und Gefügestrukturen. Diese gemischten Gänge sind ein Charakteristikum der Liebensteiner Gegend und eine Erklärung, wie durch diese besonderen geologischen Bedingungen viele Mineralien in den Sauerbrunnen gelangen.

## Anwendungen

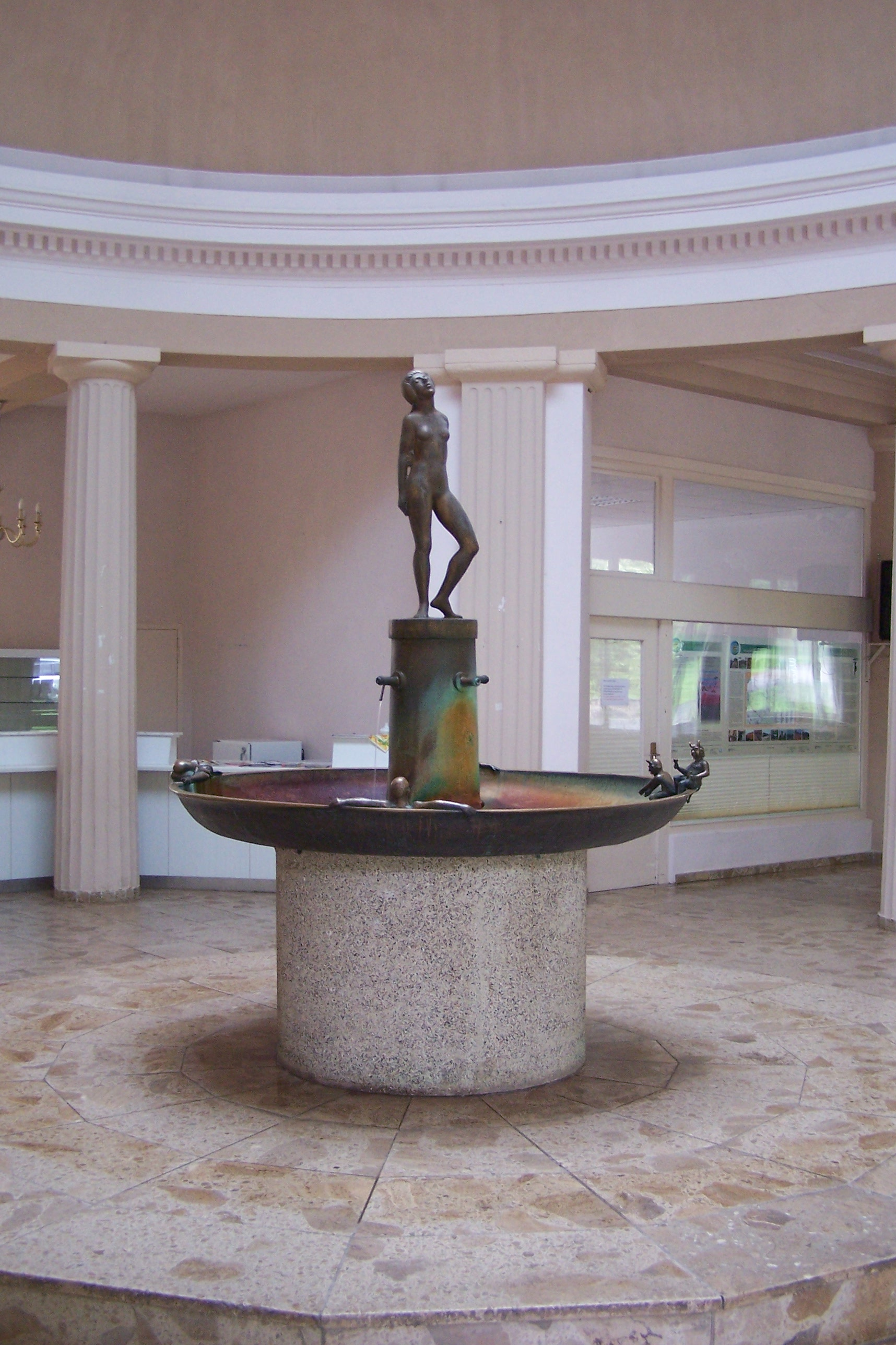
Trinkbrunnen in der Wandelhalle

Das stark kohlensäurehaltige Wasser wird als Trinkkur oder als Badekur angewandt. In der Balneotherapie erfolgt die Anwendung vor allem zur Behandlung von Herzerkrankungen und bei Bluthochdruck. Als Trinkkur eignet sich das Wasser bei Calcium- und Eisenmangel.
Ludwig Bechstein beschrieb die Liebensteiner Badekur 1842 in „Liebenstein und Altenstein“:

„Das Mineralwasser wird zunächst nach einem 10 Fuß langen und 4 Fuß 3 Zoll hohen mit Deckel versehenen Kasten geführt, der aus acht gußeisernen Platten zusammengesetzt ist. Von diesem Reservoir aus wird das Mineralwasser mittelst Metallröhren in die sieben aus inländischem bunten Marmor verfertigten Badewannen geleitet, die in sechs bequem und zweckmäßig eingerichteten Badecabinetten sich befinden. Da das Mineralwasser durch Erhitzung neben anderen wichtigen Bestandteilen seinen großen Gehalt an kohlensaurem Gas verlieren würde, so wird ihm mit dem heiß bereitgehaltenen Wasser aus der Quelle des Erdfalls  der für die Badenden nöthige Wärmegrad mitgetheilt.“